# ساندرا فيلدمان
ساندرا فيلدمان (بالإنجليزية: Sandra Feldman)‏ هي نقابية أمريكية، ولدت في 13 أكتوبر 1939، وتوفيت في 18 سبتمبر 2005 بسبب سرطان الثدي.